# Vernár

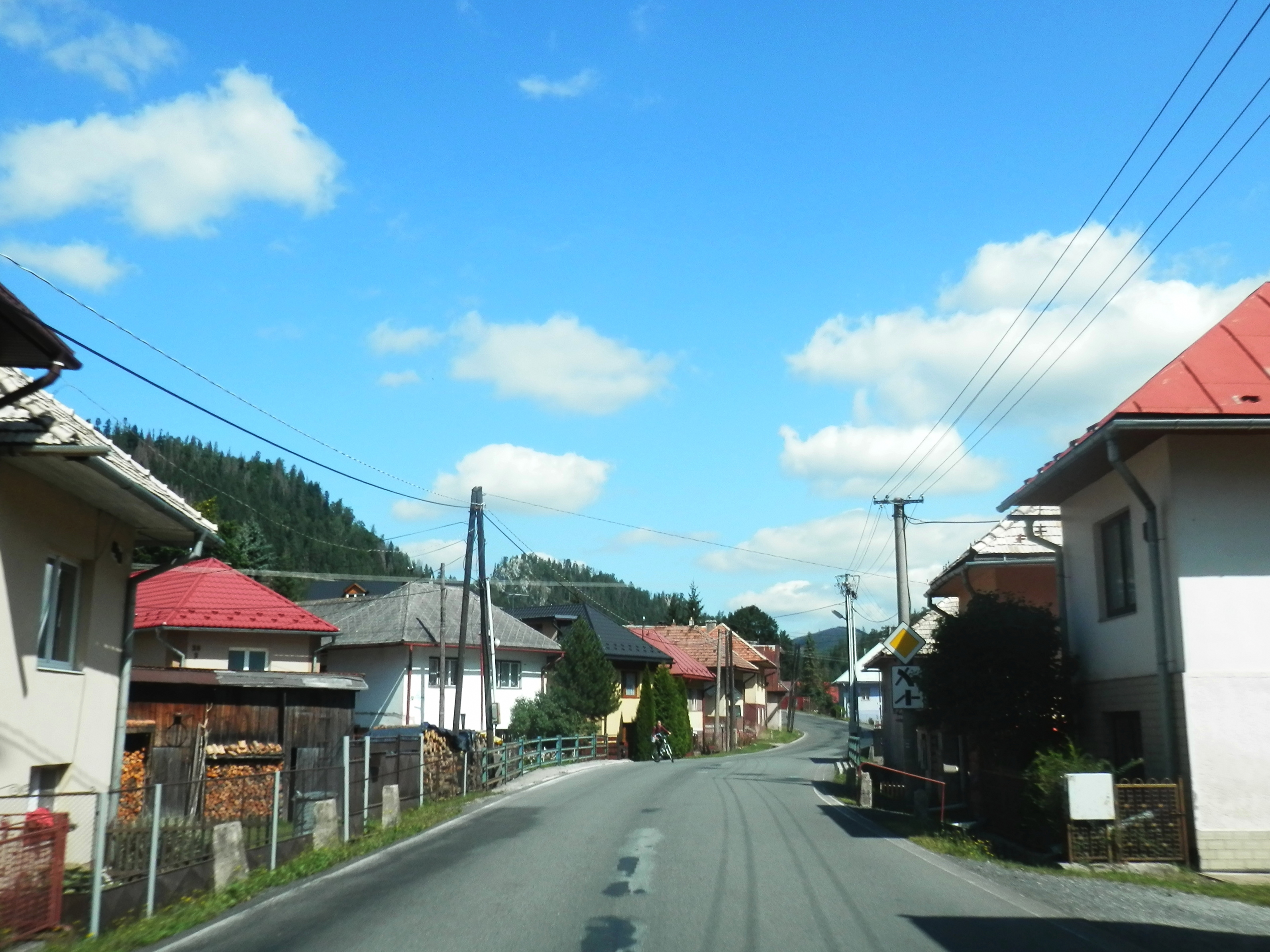
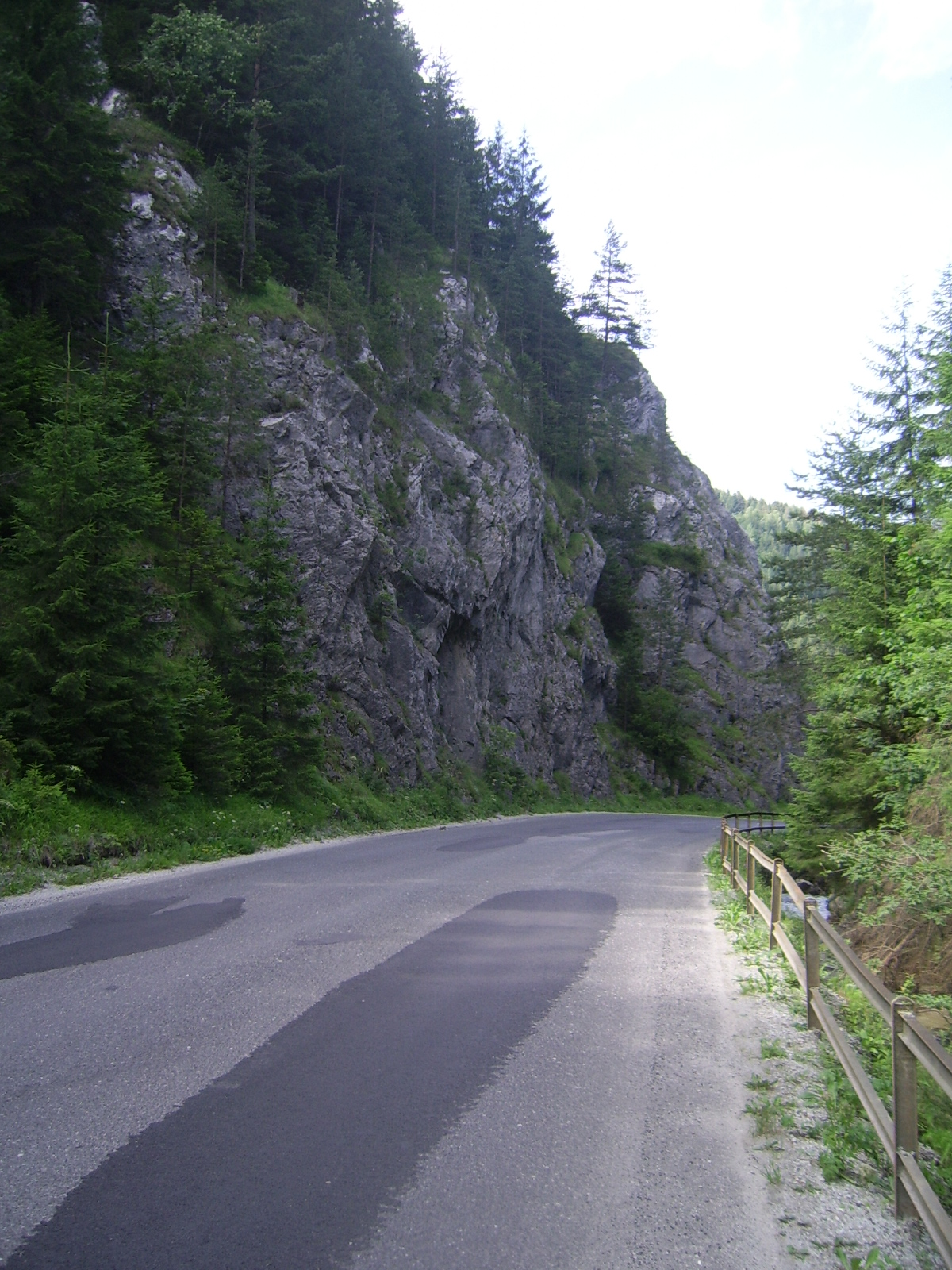
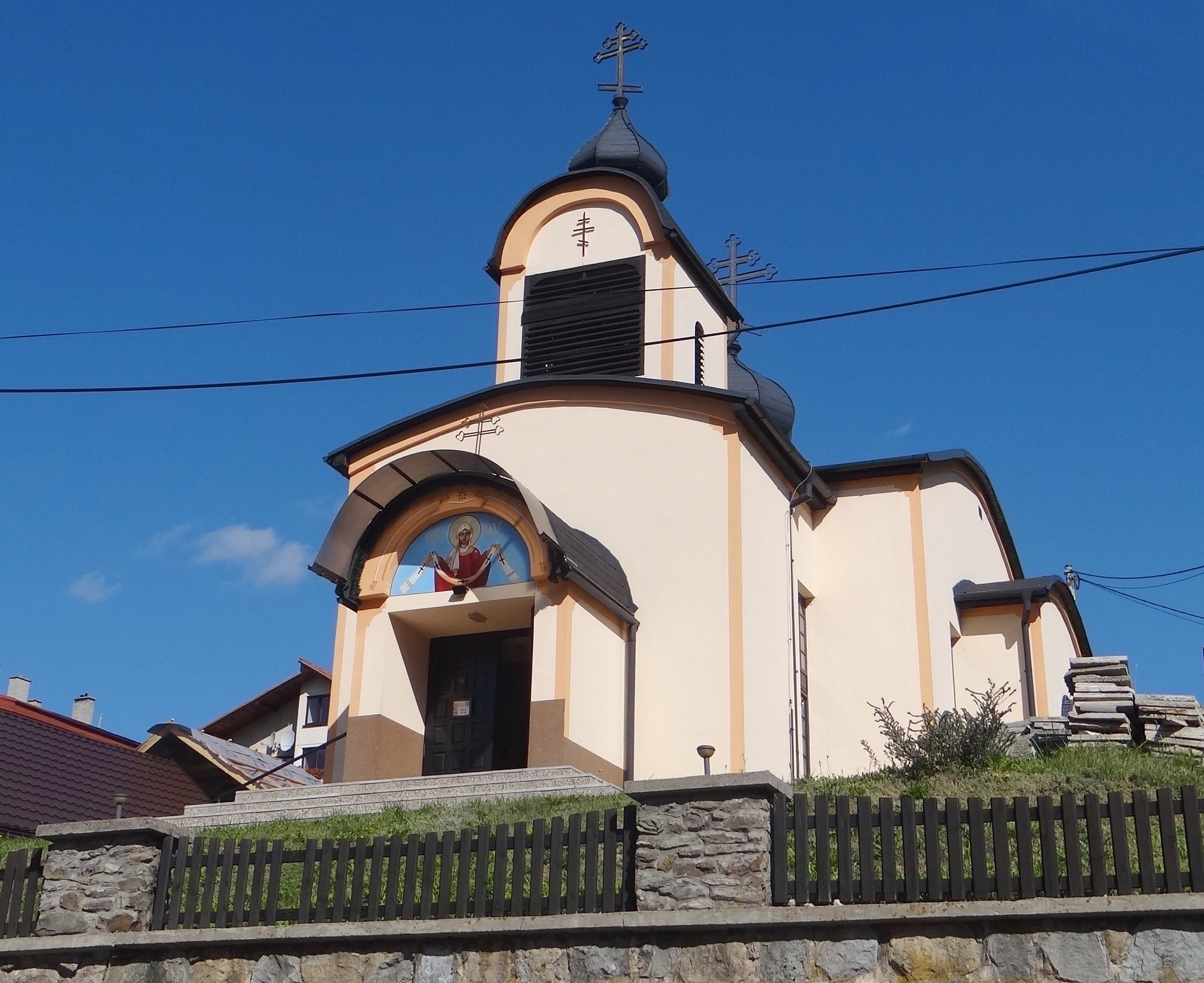
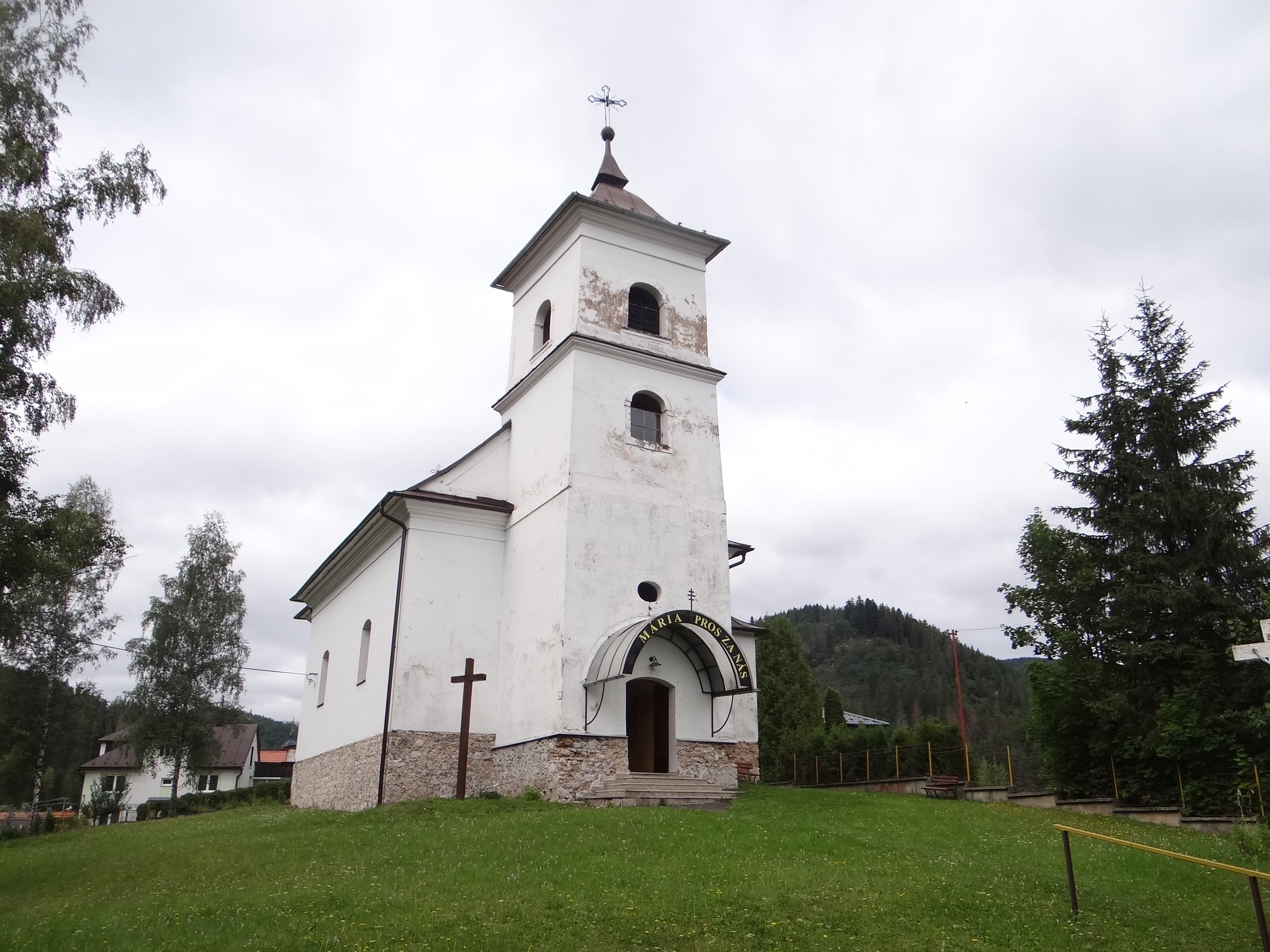
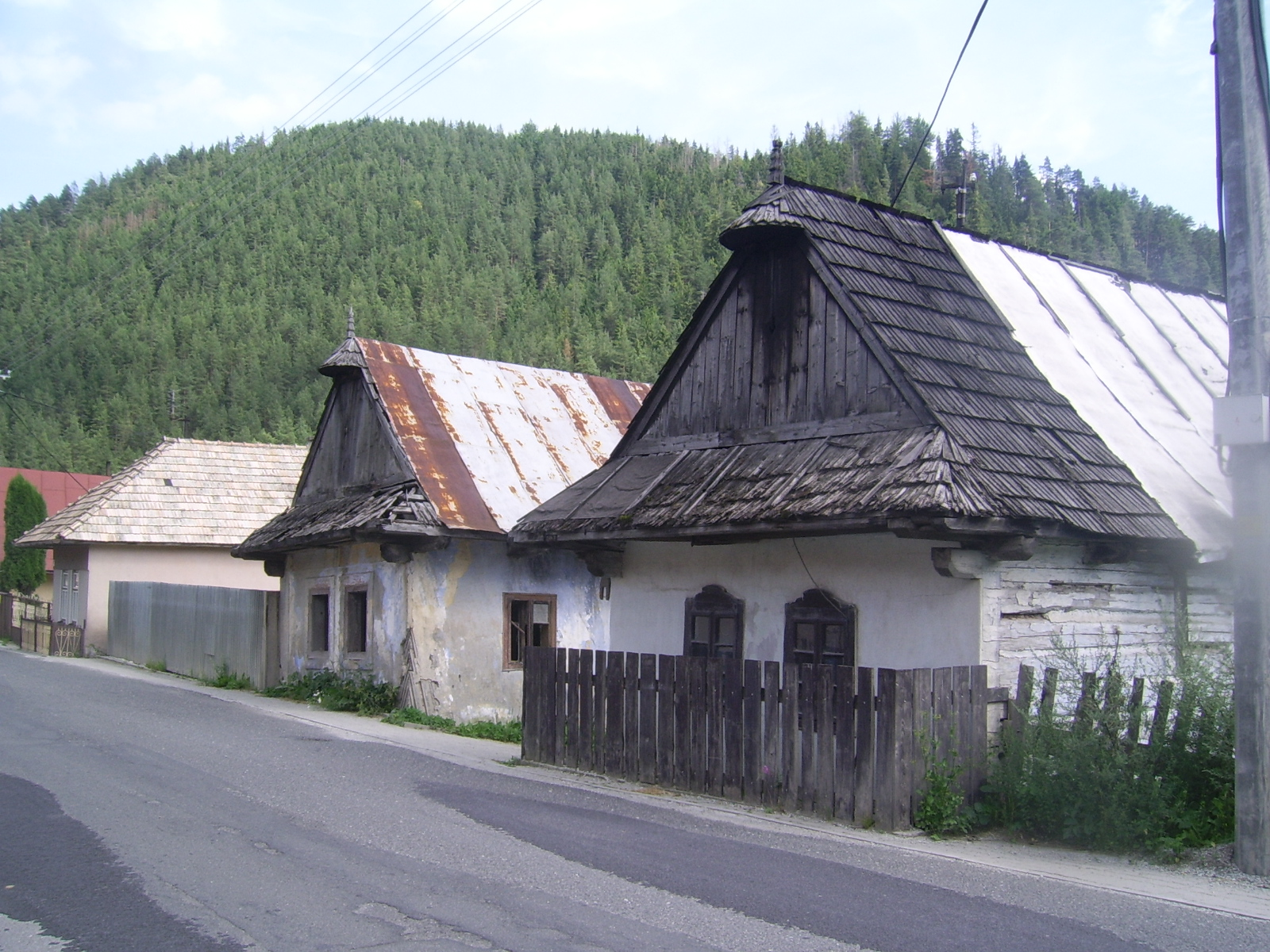

Vernár (Hongaars: Vernár, Duits: Wernsdorf) is een Slowaakse gemeente in de regio Prešov, en maakt deel uit van het district Poprad.
Vernár telt 609 inwoners.